# Coleophora albisquamella
Coleophora albisquamella é uma espécie de mariposa do gênero Coleophora pertencente à família Coleophoridae.